# South San Jose Hills, Kalifornien
South San Jose Hills är en ort (CDP) i Los Angeles County, i delstaten Kalifornien, USA. Enligt United States Census Bureau har orten en folkmängd på 20 551 invånare (2010) och en landarea på 3,9 km².